# Lyssacinosida
Lyssacinosida ist eine Ordnung in der Klasse der Glasschwämme (Hexactinellida) im Stamm der Schwämme (Porifera).

## Merkmale
Die Ordnung gehört zur Unterklasse Hexasterophora, deren Mitglieder nach der Morphologie der Skelettnadeln oder Spiculae erkannt werden können, die wie bei allen Glasschwämmen aus biogenem Opal (amorphem Siliciumdioxid) bestehen. Diese werden in die größeren Nadeln oder Megascleren (typischerweise etwa 0,2 bis 30 Millimeter lang) und die kleineren, in den Weichkörper eingelagerten Microscleren (Länge kleiner als 0,1 Millimeter) eingeteilt. Die Mikroscleren der Hexasterophora, die sogenannten Hexasteren, sind sechsstrahlige, sternartige Bildungen von innerhalb der verschiedenen Familien und Arten großer Formenfülle. Die „klassischen“ Lyssacinosida, die drei Familien Euplectellidae, Leucopsacidae und Rosellidae sind dadurch charakterisiert, dass ihre im Schwammkörper abseits der inneren und äußeren Oberflächenlagen liegenden größeren Skelettnadeln oder Megaskleren überwiegend einzeln und unverbunden vorliegen. Neuere Forschungen, die auch phylogenomische Daten berücksichtigen, bei denen die Verwandtschaft anhand des Vergleichs homologer DNA-Sequenzen ermittelt wird, ergaben allerdings, dass die so verstandenen Lyssacinosida keine monophyletische Einheit bilden. Zu den klassischen drei Familien muss die Familie Aulocalycidae, die vorher in einer separaten Ordnung Aulocalycoida geführt worden war, hinzugefügt werden. Die Aulocalycidae gehören zu den Glasschwämmen, bei denen die Megaskleren ein miteinander fusioniertes, festes Skelett ausbilden.
Lyssacinosida sind typischerweise einzeln auf Hartsubstrat des Meeresbodens aufsitzende, fast immer weiß gefärbte, ovale, becherförmige oder schlauchförmige Schwämme mit weichem Körper und einem einzelnen, terminalen Osculum. Auf der Seite des Wassereinstroms ist meist ein großer, eingesenkter Hohlraum, das Atrium, ausgebildet. Seltener kommen auch verzweigte Röhren oder fächerartige Bildungen beziehungsweise zungenartige Platten ohne klar erkennbares Atrium und mit mehreren Oscula vor. Bei dünnwandigen Formen kann das Osculum durch eine Siebplatte geschützt sein. Sie sitzen auf dem Meeresboden entweder direkt oder mittels eines kurzen Stielchens, bis hin zu einem verlängerten Stiel, auf. Die Verankerung auf dem Substrat kann auf zwei Wegen erfolgen: Entweder bilden sie eine siebartige Platte aus fusionierten Skelettnadeln aus, die das Tier am Untergrund festkittet („basiphytisch“), oder sie verankern sich durch büschelartige, längere Nadeln („lophophytisch“). Überwiegend relativ klein, können einzelne Arten vor allem auf dem Meeresboden des Antarktischen Meeres, wie zum Beispiel der „Vulkanschwamm“ Anoxycalyx joubini (Familie Rossellidae) Höhen von zwei und Breiten von über einem Meter erreichen, so dass angeblich ein Taucher sich im Inneren verbergen kann. Typischerweise bleiben die Formen mit unverbundenen Skelettnadeln aber kleiner als diejenigen mit einem verbundenen Skelett.

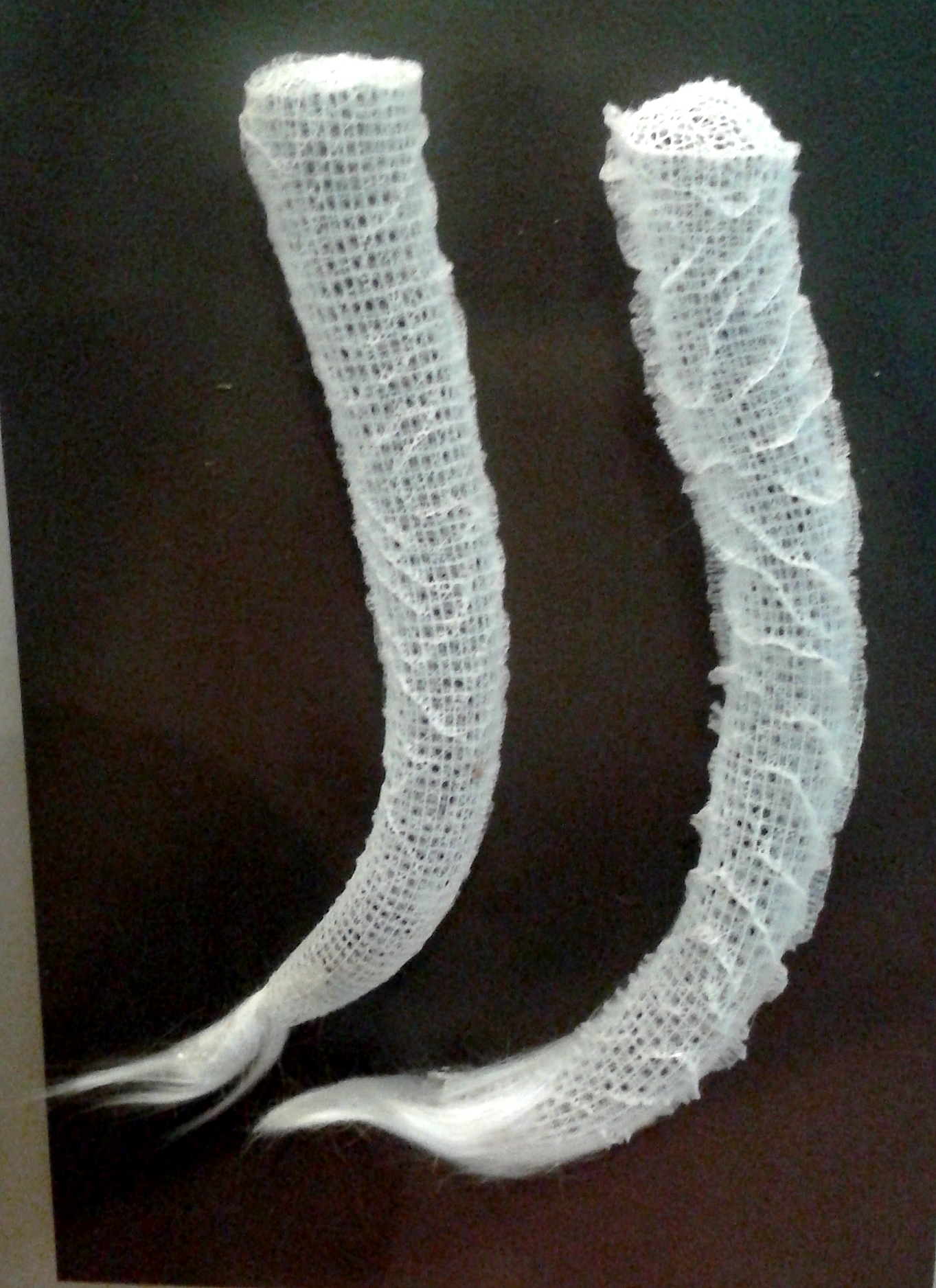
Präparierte Skelette einer (unbekannten) Art der Gattung Euplectella (Familie Euplectellidae)

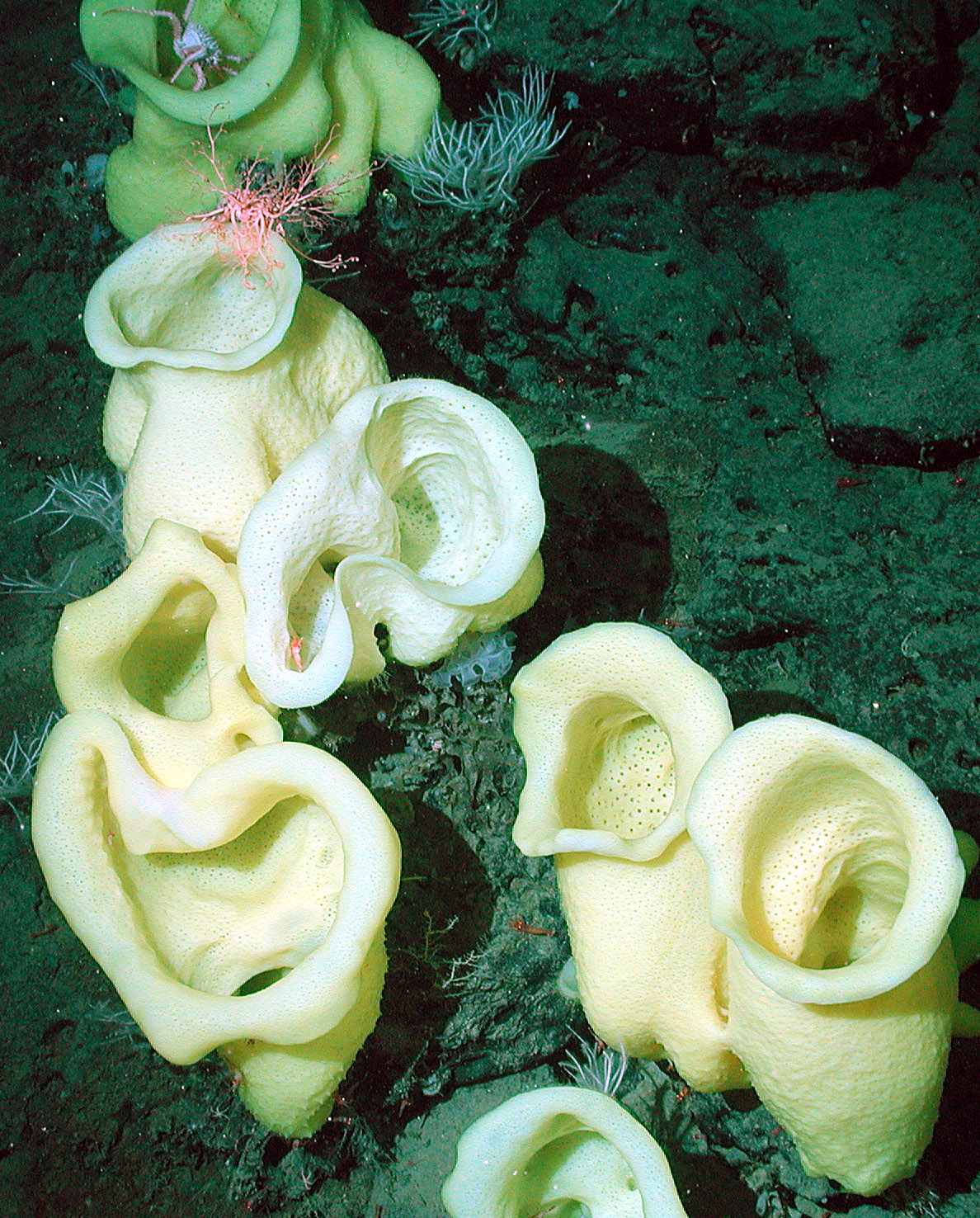
Staurocalyptus sp. (Familie Rossellidae) auf dem Davidson Seamount, Pazifik, in 1330 m Wassertiefe

## Biologie und Ökologie
Wie alle Glasschwämme besiedeln die Lyssacinosida bevorzugt die Meeresböden der Tiefsee in Tiefen größer als 500 Meter. Sie kommen weltweit überwiegend vereinzelt vor, bilden aber seltener auch dichte Aggregationen. 

## Systematik
Die Ordnung enthält, in der aktuellen Abgrenzung vier Familien, plus einige Gattungen unklarer Zugehörigkeit (incertae sedis)
- Familie Aulocalycidae Ijima, 1927
- Familie Euplectellidae Gray, 1867
- Familie Leucopsacidae Ijima, 1903
- Familie Rossellidae Schulze, 1885

Die früher unterschiedenen Familien Alcyoncellidae, Caulophacidae, Placoplegmidae und Sympagellidae werden heute taxonomisch nicht mehr anerkannt.
Die Ordnung wurde durch Karl Alfred von Zittel im Jahr 1877 unter dem Namen Lyssakina erstmals aufgestellt. Weitere Synonyme sind Euplectallaria Schrammen, 1903, Lyssacina Ijima, 1903, Lyssacinaria Schrammen, 1924, Lyssacinosa Ijima, 1927.